# Punct de osculație

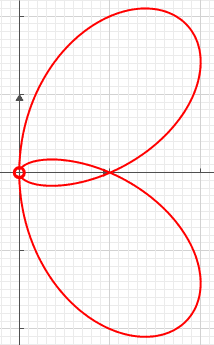
Un punct de osculație în originea curbei definite de

În geometria algebrică clasică, un punct de osculație (în engleză tacnode) este un tip de punct singular al unei curbe. Este definit ca un punct în care două (sau mai multe) cercuri osculatoare la curbă în acel punct sunt tangente. Aceasta înseamnă că două ramuri ale curbei au aceeași tangentă în punctul dublu.
Exemplul canonic este
{\displaystyle y^{2}-x^{4}=0.}
Un punct de osculație al unei curbe arbitrare poate fi apoi definit din acest exemplu, ca un punct de autotangență local difeomorf în punctul de origine a acestei curbe. Un alt exemplu de punct de osculație este dat de curba prezentată în figura din infocasetă, cu ecuația
{\displaystyle (x^{2}+y^{2}-3x)^{2}-4x^{2}(2-x)=0.}

## Context mai general
Fie o funcție reală netedă⁠(d) de două variabile f (x,  y), unde x și y sunt reale. Deci f este o funcție care aplică un plan pe o linie. Spațiul tuturor acestor funcții netede este acțiunea⁠(d) asupra grupului de difeomorfisme ale planului și difeomorfismele liniei, adică  modificări difeomorfe ale coordonatelor atât la sursă cât și la țintă. Această acțiune divide întregul spațiu funcțional în clase de echivalență⁠(d), adică orbite ale acțiunii de grup.
O astfel de familie de clase de echivalență este notată cu {\displaystyle A_{k}^{\pm },} unde k este un întreg nenegativ. Această notație a fost introdusă de Vladimir Arnold. Se spune că o funcție f este de tip {\displaystyle A_{k}^{\pm },} dacă se află pe orbita lui {\displaystyle x^{2}\pm y^{k+1},} adică există o schimbare difeomorfă a coordonatei la sursă și țintă care ia una dintre aceste forme ale lui f. Se spune că aceste forme simple {\displaystyle x^{2}\pm y^{k+1}} dau formele normale⁠(d) ale singularităților de tipul {\displaystyle A_{k}^{\pm },}.
O curbă cu ecuația f = 0 va avea un punct de osculație, să zicem la origine, dacă și numai dacă f are o singularitate de tip {\displaystyle A_{3}^{-}} în origine.
De notat că un nod {\displaystyle (x^{2}-y^{2}=0)} corespunde unei singularități de tip {\displaystyle A_{1}^{-}}. Un punct de osculație corespunde unei singularități de tip {\displaystyle A_{3}^{-}}. De fapt fiecare singularitate de tip {\displaystyle A_{2n+1}^{-}}, unde n ≥ 0 este un întreg, corespunde unei curbe care se autointersectează. Pe măsură ce n crește, crește ordinul autointersecției: traversare, tangență obișnuită etc.
Singularitățile de tip {\displaystyle A_{2n+1}^{+}} nu prezintă interes pentru numerele reale: toate dau câte un punct izolat. Pntru numere complexe, singularitățile de tip {\displaystyle A_{2n+1}^{+}} și {\displaystyle A_{2n+1}^{-}} sunt echivalente: (x, y) → (x, iy) dă difeomorfismul necesar al formelor normale.